# Пембрук (Вирџинија)
Пембрук (енгл. Pembroke) град је у америчкој савезној држави Вирџинија. По попису становништва из 2010. у њему је живело 1.128 становника.

## Демографија
Према попису становништва из 2010. у граду је живело 1.128 становника, што је 6 (0,5%) становника мање него 2000. године.
| Група             | 2000.         | 2010.         |
| Белци             | 1.046 (92,2%) | 1.021 (90,5%) |
| Афроамериканци    | 77 (6,8%)     | 70 (6,2%)     |
| Азијати           | 3 (0,3%)      | 2 (0,2%)      |
| Хиспаноамериканци | 4 (0,4%)      | 10 (0,9%)     |
| Укупно            | 1.134         | 1.128         |